# August Ludwig Diemer
Heinrich August Christian Ludwig Diemer (* 12. August 1774 in Milkel, heute zu Radibor; † 26. Juli 1855 in Rostock) war ein deutscher Rechtsgelehrter.

## Leben
Nachdem August Ludwig Diemer die Kreuzschule in Dresden besucht hatte, immatrikulierte er sich 1793 an der Universität Wittenberg, wo er 1796 den akademischen Grad eines Magisters erwarb. In Wittenberg widmete er sich auch theologischen Studien. Danach ging er nach Dresden zurück, wo er sein Examen zum Predigtamtskandidaten bestand.
Diemer wurde Hauslehrer in Meißen, begleitete seine Schützlinge an die Universität Leipzig und nahm dort 1797 selbst ein Studium der Rechtswissenschaften auf. Hier wurde er als Schriftführer und Senior des Oberlausitz-Wendischen Predigercollegiums tätig. Als er dort das Baccalaureat der Rechtswissenschaften erworben hatte, wurde er zunächst Advokat in Dresden, dann wieder in Leipzig und habilitierte sich Ostern 1802 an der Leipziger Akademie.
August Ludwig Diemer promovierte am 16. Dezember 1802 zum Doktor der Rechtswissenschaften und erlangte 1806 eine außerordentliche Professur an der juristischen Fakultät. Nachdem er 1808 Konsistorialassessor geworden war, folgte er 1819 einem Ruf an die Universität Rostock als ordentlicher Professor und wurde damit mecklenburg-schwerinscher Konsistorialrat. In dieser Funktion wirkte er bis zu seinem Lebensende.
Diemer war Mitglied der Leipziger Freimaurerloge Apollo, wo er 1807 Meister vom Stuhl war.

## Werke
- De re paedagogica in scholas academicas re ocanda 1802
- Commentationes de usu et aucctoritate jusis Romani in Angelia Particula I, 1817
- D. Caspar Börner, Professor der Theologie zu Leipzig, gestorben 1547, 1817
- De mutationibus juris publici et ecclesiastici Megapoleos Prolusio, I. 1829, und II. 1830